# علاء الدين بن الإمام
علاء الدين علي بن الإمام (القرن ال15 – القرن ال16)، المعروف باسم علاء الدين بن الإمام والملقب بأبو الأسطول، كان أميراً مصرياً من عائلة الإمام العريقة. وهو من نسل شيخ الإسلام القاضي المصري أبو عدي المصري بن الإمام. تدرج في السلم السياسي في عهد سلطان المماليك الأشرف قانصوه الغوري، حتى تولى أعلى المناصب في الدولة المملوكية. وكان من أقوى الشخصيات في العصر المملوكي. شغل مناصب أمير الحج وناظر الخاص وناظر الأوقاف وكاتب السر (حافظ الأسرار) وناظر الجيوش.

## حياته المهنية المبكرة
بدأت الحياة السياسية للأمير علاء الدين بن الإمام في عهد السلطان قانصوه الغوري سلطان المماليك، حيث تم تعيينه في منصب ناظر خاص عام 1501. ومع مرور الوقت، استطاع علاء الدين بن الإمام أن ينال ثقة السلطان الغوري من خلال كفاءته وإخلاصه في عمله. ولذلك تم تعيينه ناظر الأوقاف بالإضافة إلى منصبه الأصلي عام 1503م، وأصبح ناظر الخاص وناظر الأوقاف.

## الأسطول البحري
أحدث الأمير علاء الدين بن نقلة نوعية في البحرية خلال العصر المملوكي. فيذكر أنه طلب من قانصوه الغوري عدم استيراد السفن من البنادقة الأوروبيين والاكتفاء باستيراد الأخشاب الغير موجودة بمصر، وصنع سفن بأيدي مصرية خالصة في ميناء رشيد فقام الأمير علاء الدين ببناء اسطول من الصفر وعلى احدث الأطرزة ومع تهديد البرتغاليين لمصر، كلف السلطان قانصوه الغوري الأمير علاء الدين بن الإمام بمهمة كبرى، وهي بناء ترسانة بحرية قادرة على مواجهة البرتغاليين. أعطى علاء الدين أوامره ببناء العشرات من السفن الحربية من طراز الغليون، والتي كانت السفن الحربية الأكثر تقدمًا في العصور الوسطى، مما جعل منافسين مصر من البرتغاليين يخافون من قوتها الجديدة. ويذكر للأمير علاء الدين أيضاً خطتة الذكية والتي تتمثل في عدم بناء السفن في موانئ البحر الأحمر لأنها كانت مراقبة من قبل البرتغاليين، فكان يقوم ببناء السفن في ميناء رشيد على البحر المتوسط في سرية تامة، وكان يجعل السفن قابله للفك والتركيب السهل، فكان يفكك السفن ويعبر بها أراضي الدلتا على عربات خيل كبيرة ثم يعيد تركيبها في ميناء السويس ويقودها بنفسه الى ميناء جدة في الحجاز والتي تنتطلق منه القوات المهاجمة للبرتغاليين، وبالفعل نجحت هذه الخطة في مفاجأة البرتغاليين واستطاع الأسطول الوصول الى الهند دون أي مواجهة برتغالية. وفي عام 1507م تم تعيين الأمير علاء الدين بن الإمام قائداً للأسطول المصري المتجه إلى ميناء جدة لقتال البرتغاليين. استطاعت السفن التي بناها الأمير علاء الدين بن الإمام التغلب على البرتغاليين في معركة شاول البحرية قرب سواحل الهند عام 1508.

## قمع تمرد الحجاز
في عام 1507، بينما كان الأمير علاء الدين بن الإمام في الحجاز، حدث تمرد كبير من قبل القبائل العربية ضد السلطنة المملوكية. قاد الأمير علاء الدين قواته وقمع التمرد وقطع رؤوس قادة المتمردين. كما قام باعتقال القائد البحري المتمرد نور الدين المسلاتي.

### بناء المنشآت
قام الأمير علاء الدين بن الإمام ببناء العديد من الآبار في منطقة بدر ليشرب منها الحجاج. بالإضافة إلى ذلك، فقد قام بعمل مشرف في إعادة بناء بئر بدر المباركة، حيث وقعت أحداث غزوة بدر، أول معركة في الإسلام. كما قام بترميم المغارة النبطية لأنها تبعد عن بدر بمسافة 120 كيلومتر فقط ولكي يشرب الحجاج منهما. وتهيئة طريق الحجاج وتأمينها. وتلك الأفعال هي التي ستؤدي إلى تعيينه في منصب أمير الحج مستقبلا.

## تكريماته من قبل السلطان
وفي عاصمة السلطنة المملوكية، القاهرة، تم استقبال الأمير علاء الدين بن الإمام استقبال الفاتحين. واستقبله سلطان المماليك الغوري شخصياً ومع كبار الأمراء والقضاة، وألبس الأمير الخلعة السلطانية. هذا بالإضافة إلى هدية قيمة أخرى تتمثل في حصان عربي أصيل وهدايا أخرى.
وفي عام 1508، عرض علاء الدين بن الإمام آخر السفن التي تم بناؤها في عرض عسكري بحري كبير. فتعجب منه معظم أهل القاهرة، وأعجب السلطان بالعرض لدرجة أنه أهدى للأمير خلعةً سلطانية أخرى من الذهب. ولجهوده في بناء أسطول جديد تمامًا، أصبح الأمير علاء الدين بن الإمام يلقب بأبو الأسطول في أواخر عصر السلطنة المملوكية.

## نفوذه
وفي عام 1509، كان من الواضح جدًا أن علاء الدين بن الإمام أصبح من أقوى رجال السلطنة ومن أقرب الرجال إلى السلطان. ويتجلى ذلك من اعتراضه على بعض قرارات السلطان، وتنفيذه للعقوبات بنفسه دون استئذان السلطان، ومن أبرزها تنفيذ عقوبة الضرب والسجن لمحمد بن العظمة، ناظر الأوقاف السابق.

## معركة مرج دابق
وفي عام 1516 خرج مع الجيش بقيادة السلطان قانصوه الغوري للقاء العثمانيين في معركة مرج دابق، وعاد مع فلول الجيش بعد تعرضه للخيانة مما أدى إلى هزيمة الجيش.
وفي آخر حياته عُين في منصب أمير الحج ثم أصبح ناظر الجيوش وكاتب السر.

## أمير الحج
وفي العصر العثماني كان آخر ظهور له عندما كان في منصب أمير الحج، وقام بدور بطولي أثناء عودة قافلة الحج المصرية التي عانت من الجوع والعطش بسبب نقص الإمدادات. يقول عنه ابن إياس نصًا:
"فأثنوا على ناظر الخاص، فيما فعله بالحجاج في الطريق، من البر والصدقات وفعل الخير، وكان إذا رأى أحداً من الحجاج منقطعاً يُركبه على جماله، ويُنعم عليه بالمساء والبقسماط في الطلعة والرجعة، فرجع الحجاج وهم عنه رضوان فيما فعله بهم، وقد رفق بهم في مشي الركب بسبب المنقطعين من الحجاج، وقد أثنوا عليه خيراً في هذه السنة."
ويقول المؤرخ عبد القادر الجزيري المعاصر له نصًا:
"ومن جملة قوله (بن الإمام): لا نعرف السداد في أحوال هذه الإمرة إلا من الله تعالى على يدك، فقوي عزمه، وباشر الأمور على أحسن حالة وأتم قاعدة، ونفذت كلمته وزيدت رفعته، واستمر في مباشرة هذا الديوان بعفة وصيانة ونزاهة، مع القيام بما فيه الحظ والمصلحة والنفع للفقراء والحجاج، ورتب هذا الديوان ترتيباً حسناً ويؤبه وجعل له ضرائب مقررة معلومة، وقواعد، فصار قانوناً يعتمد عليه بحيث أن أمور الحج ومهماته هو المشار إليه فيها، والمعوّل عليه فيما يصدر."

## أنظر أيضًا
- المحب بن الإمام